# ラーテル
ラーテル（Mellivora capensis）は、イタチ科に分類される哺乳類。本種のみでラーテル属を構成する。別名ミツアナグマ。
蜂の巣を襲う数少ない哺乳類であることが知られており、好物の蜂蜜を巡ってミツオシエ科の小鳥と共生関係にある。

## 分布

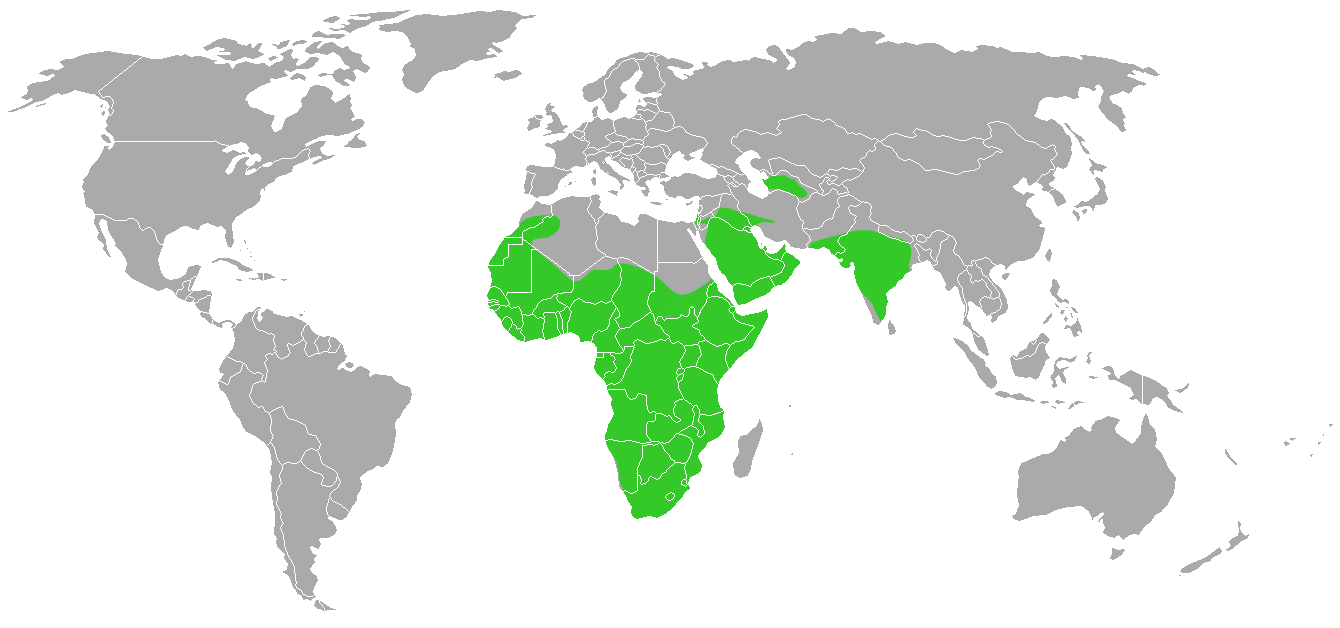
分布域

アフガニスタン、アラブ首長国連邦、アルジェリア、アンゴラ、イエメン、イスラエル、インド、イラク、イラン、ウガンダ、エジプト、エスワティニ、エチオピア、エリトリア、オマーン、ガーナ、ガボン、カメルーン、ガンビア、ギニアビサウ、クウェート、ケニア、コートジボワール、コンゴ共和国、コンゴ民主共和国、サウジアラビア、ザンビア、シエラレオネ、ジブチ、シリア、ジンバブエ、スーダン、赤道ギニア、セネガル、ソマリア、タンザニア、チャド、中央アフリカ共和国、トーゴ、トルクメニスタン、ナイジェリア、ナミビア、ニジェール、ネパール、パキスタン、ブルキナファソ、ブルンジ、ベナン、ボツワナ、マラウイ、マリ共和国、南アフリカ共和国、南スーダン、モザンビーク、モーリタニア、モロッコ、ヨルダン、リベリア、レバノン、ルワンダ、西サハラ
タイプ産地は喜望峰（南アフリカ共和国）。種小名capensisもタイプ産地に由来する。

## 形態
体長60 - 77センチメートル。尾長20 - 30センチメートル。体重7 - 13キログラム。背面の体毛は主に灰色で、境は白く縁取られる。頭部から背面、尾にかけては白い体毛で覆われる。吻端から腹面、四肢にかけては黒い体毛で覆われる。皮膚は分厚く、特に頭部から背にかけての部位は、伸縮性の非常に高い、それでいて硬さを併せ持つ、柔軟な装甲となっており、生態的にもこれを最大の武器としている動物である。
耳介がない。四肢には大きく発達した鉤爪（かぎづめ）が生える。肛門の近くに臭腺を具える。
乳頭数は4個。

## 分類
2008年に発表されたイタチ科の核DNAやミトコンドリアDNAの最大節約法・最尤法・ベイズ法による系統推定では、イタチ科内ではアメリカアナグマに次いで初期に分岐した系統だと推定されている。
かつてはアフリカ産以外を別種Mellivora indicaとする説もあった。
MSW3 (Wozencraft, 2005) では12亜種に分類されている。

## 生態

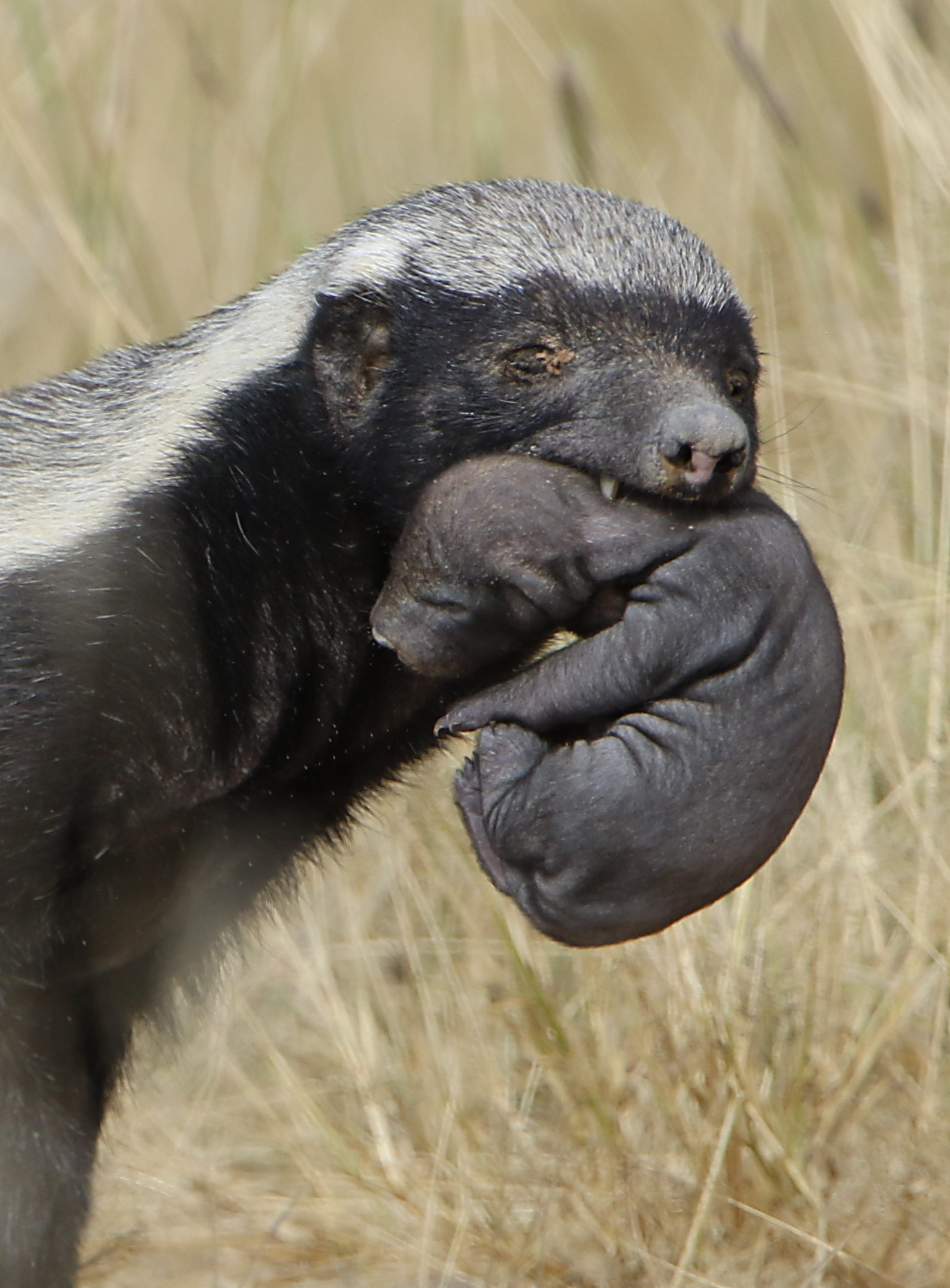
幼獣を咥えて運ぶラーテル

主に乾燥地に生息するが、森林や湿原にも生息する。夜行性で、昼間は樹洞や岩の隙間などで休む。夜行性であるが、昼間に活動することもある。群れは形成せず、単独もしくはつがいで生活する。木に登ったり、発達した前肢と爪を使って素早く穴を掘ることもできる。
哺乳類、鳥類、果実などを食べる。蜂蜜やハチの幼虫を好む。属名Mellivoraはラテン語で「蜂蜜食い（melは蜂蜜・voraは食い荒らす・むさぼる）」の意で、英名Honey badgerも蜂蜜やハチの幼虫を食べることに由来する。大型の肉食獣が倒した獲物を奪うこともある。食性は雑食で、小型の動物（虫・両生類・爬虫類・小型哺乳類など）のほか、果実などを食べる。地を這うような低姿勢ながら、ウマが見せるパッサージュと同じ走法で広範囲を歩き回り、目に入った捕食対象を手当たり次第口にする。捕食者としてヒョウ・ライオン・ワニなどが挙げられる。ニシキヘビとは相互に捕食関係であり、幼獣はセグロジャッカルなどより小型の肉食動物にも捕食される。
蜂の巣を探す際に、ミツオシエ科のノドグロミツオシエなどの鳥類との共生関係が見られる。蜂の巣を見つけたミツオシエはけたたましい鳴き声を上げながらラーテルの周囲を飛び回り、巣まで先導する。ラーテルは巣を壊して蜂蜜やハチの幼虫を食べ、ミツオシエはそのおこぼれを食べる。
繁殖期になると気が荒くなり、大型動物に攻撃をしかけることもある。性質は荒く、捕食こそしないものの、ヒトやライオン、アフリカスイギュウ等の大型動物に立ち向かうこともある。背中に柔軟な皮の装甲を持つため、体を裏返しにでもされない限りライオンの牙も鉤爪もラーテルに傷を負わせることはできない。ライオンやブチハイエナが生息しない岩石砂漠や礫砂漠の生態系においては、ラーテルは事実上生態ピラミッドの頂点に位置する（カッショクハイエナ等、砂漠に棲むハイエナ類は下位）。
危険を感じると臭腺から臭いの強い液体を噴射する。猛毒を持つものも含め蛇類を食する。コブラ科の蛇が持つ神経毒に対して強い耐性を持つため、たとえこれらの毒蛇に咬まれても一時的に動けなくなるだけで、数時間後には回復し活動を再開する。以上の様に、ライオンやコブラなどはもちろん、ヒトさえも恐れず、何にでも手を出して食べようとする貪欲さから、「the most fearless animal（世界一怖い物知らずの動物）」としてギネスブックに登録されている（別項目「生物に関する世界一の一覧#哺乳類」も参照）。

### その他
イタチ亜科のクズリは、熱帯域のラーテルに匹敵するニッチ（生態的地位）を占める寒帯域の雑食性哺乳類であり、ラーテルがライオンやハイエナに立ち向かうように、クズリも生息域が被るヒグマやオオカミに立ち向かい撃退する事もある。

## 呼称

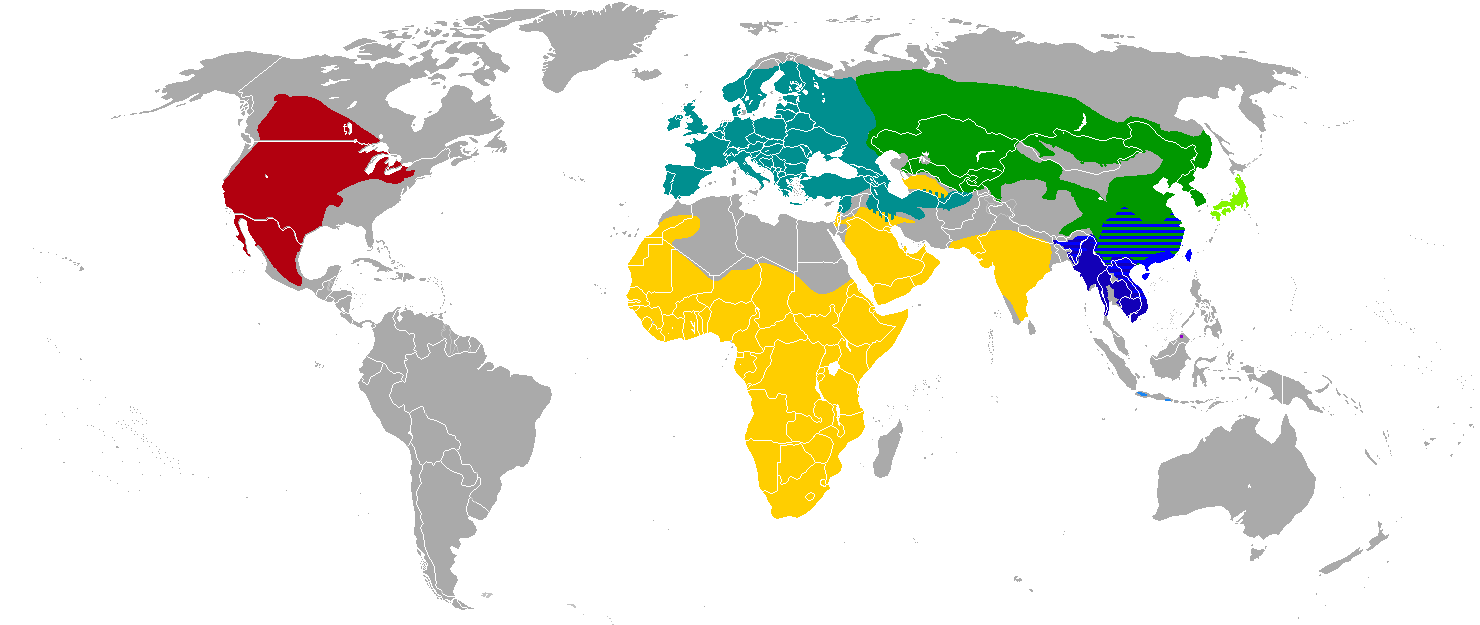
英語名に badger を含む生物の分布。黄色はラーテルを表す。

日本語による異名（過去の標準和名）は「ミツアナグマ（蜜穴熊）」。英名 honey badger、中国語名「蜜獾」と同様の命名である。「ラーテル」ratel はアフリカーンス語による。学名の Mellivora は「蜜を食う者」、capensis は「ケープ地方の」という意味である。

## 人間との関係

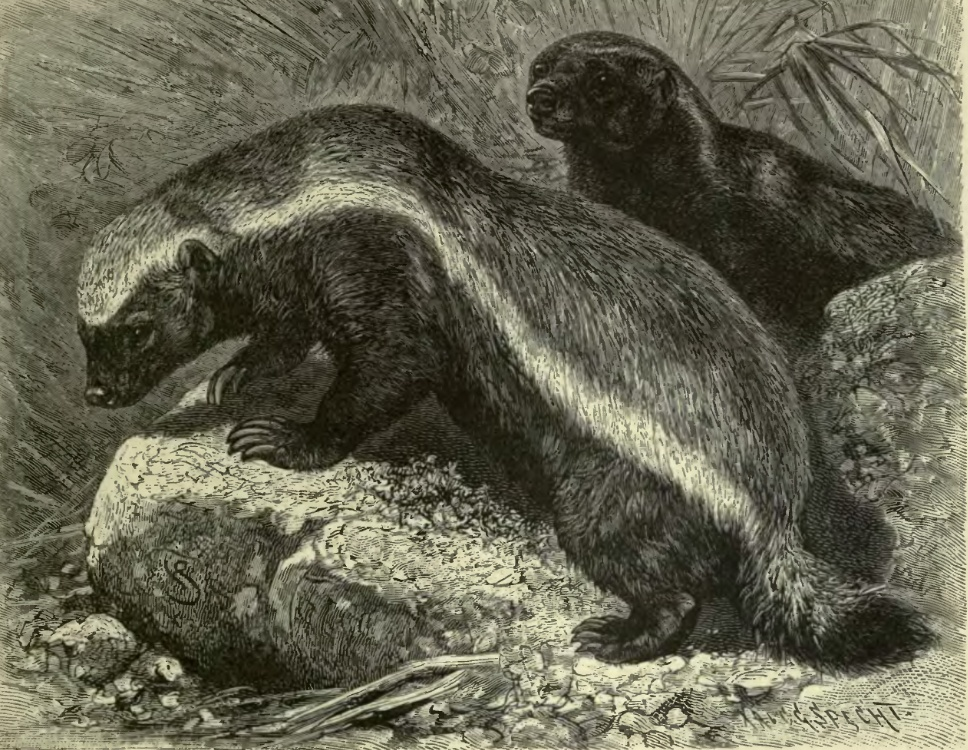
ラーテルの挿絵
『Royal Natural History』（リチャード・ライデッカー著）

ギニア・ザンビアなど一部の地域では他の食用とされる動物の減少に伴い、本種がブッシュミートとして食用・流通することもある。一部の地域では四肢や皮膚・内臓・脂肪が伝統的に薬用になると信じられていることもある。
畜産業者や養蜂業者からは害獣とみなされることもある。
食用や薬用の狩猟、害獣としての駆除（ジャッカル類などの駆除などに巻き込まれたものも含む）などにより、個体群単位の絶滅が示唆されている地方もある。1978年にボツワナの個体群がワシントン条約附属書IIIに掲載されている。1977年にガーナの個体群も附属書IIIに掲載されていたが、2007年に削除された。

### 兵器名の由来
ラーテル歩兵戦闘車（Ratel IFV）
分厚い皮膚で様々な攻撃をはね返すラーテルにあやかり、南アフリカ共和国では本種の名前を冠した歩兵戦闘車「ラーテル歩兵戦闘車（Ratel IFV）」が開発された。
AAC ハニーバジャー
アメリカのAAC社が開発した小銃。由来は英名「honey badger」から来ている。

### キャラクター
- 2011年（平成23年）3月28日より2016年（平成28年）3月31日までNHK教育テレビの幼児向け番組「おかあさんといっしょ」内で放送されていた着ぐるみによる人形劇、『ポコポッテイト』 (Poco Potteito)の主人公ムテ吉のモチーフとなっている。また『ライオン・ガード』には主人公カイオンの仲間としてラーテルのバンガが登場し、『天才てれびくんYOU』にはラーテルの女騎士の姿をした防のもじもん・ぼうてるが登場した。

- レーシングドライバーのダニエル・リカルドは「世界一の恐れ知れず」であるミツアナグマを好きな動物に挙げており、ヘルメットのデザインに取り入れている。

### ケニアのことわざに見られるラーテル
ケニアのキクユ族出身で、自身の民族語であるキクユ語による文筆活動を始めた作家グギ・ワ・ジオンゴ（Ngũgĩ wa Thiong'o）とグギ・ワ・ミリエ（Ngũgĩ wa Mĩriĩ）による合作劇『したい時に結婚するわ』（キクユ語: Ngaahika Ndeenda）においては、物事は複数人で団結して進めることが肝要であるという大意のことわざがいくつか引用されているが、そのうちの一つは Thegere igĩrĩ itiremagwo nĩ mwatũ.「2匹のラーテルは養蜂筒でしくじらない」というものである。